# Scleria adpressohirta
Scleria adpressohirta là loài thực vật có hoa trong họ Cói. Loài này được (Kük.) E.A.Rob. miêu tả khoa học đầu tiên năm 1962.